# Edward Gaming
Edward Gaming (kurz EDG, vormals stilisiert zu EDward Gaming) ist eine chinesische E-Sport-Organisation mit Sitz in Shanghai.

## Geschichte
Edward Gaming wurde vom E-Sport-Tycoon Zhu Yihang im September 2013 gegründet. Zhu Yihang ist der älteste Sohn von Zhu Mengyi, dem Gründer des Immobilienunternehmens Hopson Development.
EDG gewann die LoL Pro League Spring 2014 mit einem 3:0-Sieg gegenüber Invictus Gaming und konnte sich ein Preisgeld von 80.500 US-Dollar sichern. Im selben Jahr nahm das Team erstmals an der League of Legends World Championship teil. Sie verloren im Halbfinale gegen Star Horn Royal Club mit 3:2. Ende 2014 wechselten die südkoreanischen Spieler Hyuk-kyu „Deft“ Kim (AD Carry) und Won-seok „PawN“ Heo (Mid-Laner) im Rahmen des „Koreanischen Exodus“ von Samsung Blue bzw. White zu EDG.
EDG gewann die 2015 Mid-Season Invitational (MSI 2015) gegen  SK Telecom T1. In der Weltmeisterschaft 2015 verlor das Team im Halbfinale gegen Fnatic mit 3:0.
Im Jahr 2016 wurde eine Division für Counter-Strike: Global Offensive etabliert. Im Viertelfinale der Weltmeisterschaft 2016 verlor EDG gegen das koreanische Team ROX Tigers mit 3:1. Die Spieler Deft und PawN verlassen beide im selben Jahr das Team.
EDG schied in der Weltmeisterschaft 2017 zum ersten Mal bereits in der Gruppenphase aus. 2018 wurde Tian „Meiko“ Ye Anführer von EDG und übernahm die Rolle von Jungler Clearlove. Bei der Weltmeisterschaft 2018 erreichte EDG das Viertelfinale. In den Jahren 2019 und 2020 erlebte die Organisation eine lange Krise. Den Tiefpunkt erreichte EDG beim LPL Summer Split 2020 mit Platz 10.
In der Weltmeisterschaft 2021 konnte EDG das Finale gegen das südkoreanische Team DWG KIA mit 3:2 gewinnen.

## Spieler

### League of Legends

#### Ehemalige Spieler (Auswahl)
- Hu „Ale“ Jia-Le (胡嘉乐) (Top Laner, Dez. 2022 – Mai 2024)
- Zhao „JieJie“ Li-Jie (赵礼杰) (Jungler, Apr. 2019 – Dez. 2024)
- Lee „Fisher“ Jeong-tae (이정태) (Mid Laner, Jul. 2023 – Mai 2024)
- Chu „FoFo“ Chun-Lan (朱駿嵐) (Mid Laner, Dez. 2022 – Dez. 2023)
- Jian „Uzi“ Zi-Hao (简自豪) (Bot Laner,  Jun. 2023 – Dez. 2023)
- Tian „Meiko“ Ye (田野) (Support, Dez. 2014 – Dez. 2023)
- Lee „Scout“ Ye-chan (이예찬) (Mid Laner, 2016–2022)
- Ming „Clearlove“ Kai (明凯) (Jungler, 2014–2019, 2020–2022)
- Heo „PawN“ Won-seok (허원석) (Mid Laner, 2014–2016)
- Kim „Deft“ Hyuk-kyu (김혁규) (Bot Laner, 2014–2016)

#### Aktuelles Line-Up
(Stand Jan. 2025)
| Name               | Position |
| ------------------ | -------- |
| Zhu „Zdz“ De-Zhang | Top Lane |
| Peng „Xiaohao“ Hao | Jungle   |
| Xiang „Angel“ Tao  | Mid Lane |
| Zou „Assum“ Wei    | AD-Carry |
| Zhang „Wink“ Rui   | Support  |

### Valorant
- Guo „Haodong“ Haodong (郭浩东) (seit Aug. 2020)
- Wan „CHICHOO“ Shunzhi (万顺治) (seit Mai 2021)
- Wang „nobody“ Senxu (王森旭) (seit Sep. 2021)
- Zheng „ZmjjKK“ Yongkang (郑永康) (seit Sep. 2021)
- Zhang „Smoggy“ Zhao (张钊) (seit Jul. 2022)
- Lin „WoodyAy1“ Weihong (林伟宏) (seit Jun. 2024)
- Hsieh „S1Mon“ Meng-hsun (謝孟勳) (seit Jun. 2024)

(Stand: 3. September 2024)

## Erfolge (Auszug)

### League of Legends
|                         | 2014     | 2015  | 2016     | 2017     | 2018     | 2019     | 2020     | 2021     | 2022     | 2023     | 2024     |
| ----------------------- | -------- | ----- | -------- | -------- | -------- | -------- | -------- | -------- | -------- | -------- | -------- |
| Weltmeisterschaft       | 5.–8.    | 5.–8. | 5.–8.    | 12.–13.  | 5.–8.    | n. qual. | n. qual. |          | 5.–8.    | n. qual. | n. qual. |
| LPL Sommer              |          |       |          |          |          | 5.       | 10.      |          | 5.       | 8.       | 14.      |
| Mid-Season Invitational | n. ausg. |       | n. qual. | n. qual. | n. qual. | n. qual. | n. ausg. | n. qual. | n. qual. | n. qual. | n. qual. |
| LPL Frühling            |          |       |          |          |          | 7.       | 6.       |          | 7.       |          | 16.      |

Anmerkungen
n. ausg.: nicht ausgetragen

n. qual.: nicht qualifiziert

### Valorant
|                    | 2022    | 2023  | 2024 |
| ------------------ | ------- | ----- | ---- |
| VALORANT Champions | 13.–16. | 5.–6. |      |